# 沃伊托維納河
沃伊托維納河（烏克蘭語：Войтовина），是烏克蘭西部的河流，屬於南布格河的右支流。該河發源自澤連齊附近，流經赫梅利尼茨基州的赫梅利尼茨基區，河道全長21公里，流域面積67.2平方公里。